# Scopula taftanica
Scopula taftanica là một loài bướm đêm trong họ Geometridae.